# 第五代戰爭
第五代戰爭（英語：Fifth-generation warfare，簡稱：5GW），主要是透過非動能軍事行動，如社会工程、錯誤資訊、网络攻击，及使用新興技術如人工智能及全自主机器人所進行的戰爭，亦有人形容第五代戰爭為信息和感知的戰爭。